# 里奇菲爾德 (愛達荷州)
里奇菲爾德（英語：Richfield）是一個位於美國愛達荷州林肯縣的城市。

## 地理
里奇菲爾德的座標為43°03′09″N 114°09′11″W / 43.05250°N 114.15306°W，而該地的平均海拔高度為1310米（即4298英尺）。

## 人口
根據2010年美國人口普查的數據，里奇菲爾德的面積為1.70平方千米，當中陸地面積為1.70平方千米，而水域面積為0.00平方千米。當地共有人口482人，而人口密度為每平方千米283.53人。